# Dipartimento di Ferkessédougou
Il dipartimento di Ferkessédougou è un dipartimento della Costa d'Avorio situato nella regione di Tchologo, distretto di Savanes.
La popolazione censita nel 2014 era pari a 143.263 abitanti.
Il dipartimento è suddiviso nelle sottoprefetture di Ferkessédougou, Koumbala e Togoniéré.